# 尖鬚阿氏龍鰧
尖鬚阿氏龍鰧為輻鰭魚綱鱸形目南極魚亞目阿氏龍鰧科的其中一種，分布於南冰洋羅斯海海域，棲息深度230-608公尺，體長可達11公分，為底棲性魚類，屬肉食性，以多毛類、端足類等為食。

## 擴展閱讀
維基物種上的相關：尖鬚阿氏龍鰧